# Jente Michels
Jente Michels, né le 17 février 2003 à La Pinte, est un coureur cycliste belge, spécialiste du cyclo-cross. Il est notamment champion d'Europe de cyclo-cross espoirs en 2023 et  et 2024.

## Biographie
Jente Michels devient champion de Belgique de cyclo-cross des moins de 17 ans début 2019, ce qui lui permet de rejoindre l'équipe de jeunes liée à Pauwels Sauzen-Bingoal. Lors de sa première saison chez les juniors (moins de 19 ans), en 2019-2020, il est vice-champion d'Europe derrière son compatriote Thibau Nys. Lors de sa deuxième année chez les juniors, il ne court pratiquement aucune course à cause de la pandémie de covid-19. Depuis 2022, il court pour l'équipe Alpecin-Deceuninck Development, également sur route et en VTT.
Chez les espoirs (moins de 23 ans), il passe par une période d'adaptation avant de pouvoir se battre avec les meilleurs. Il devient notamment double champion d'Europe de cyclo-cross espoirs en 2023 et 2024. Toujours en 2024, lors de courses occasionnelles avec les élites, il prend la huitième place de la manche de Coupe du monde à Namur et la troisième place du Rapencross, une course du X²O Badkamers Trofee.

## Palmarès en cyclo-cross
- 2019-2020
  - Cyclo-cross de Boulzicourt Ardennes juniors
  - Ethias Cross juniors #3, Polderscross Kruibeke
  - Superprestige juniors #4, Cyclo-cross de Ruddervoorde
  - Internationale Sluitingsprijs juniors
  -  Médaillé d'argent du championnat d'Europe de cyclo-cross juniors
  - 5e du Superprestige juniors
  - 7e du championnat du monde de cyclo-cross juniors
  - 8e de la Coupe du monde de cyclo-cross juniors
- 2020-2021
  - Superprestige juniors #4, Cyclo-cross de Ruddervoorde
- 2021-2022
  - 2e du championnat de Belgique de cyclo-cross espoirs
  - 6e de la Coupe du monde de cyclo-cross espoirs
  - 8e du championnat d'Europe de cyclo-cross espoirs
- 2022-2023
  - 4e de la Coupe du monde de cyclo-cross espoirs
  - 5e du championnat du monde de cyclo-cross espoirs
  - 7e du championnat d'Europe de cyclo-cross espoirs
  - 9e du X²O Badkamers Trofee espoirs
- 2023-2024
  -  Champion d'Europe de cyclo-cross espoirs
  - National Trophy Series #2, Thornton in Craven
  - Verge Cross Clonmel
  - 2e du championnat de Belgique de cyclo-cross espoirs
  -  Médaillé de bronze du championnat du monde de cyclo-cross espoirs
  - 3e de la Coupe du monde de cyclo-cross espoirs
- 2024-2025
  -  Champion d'Europe de cyclo-cross espoirs
  - 2e de la Coupe du monde espoirs
  -  Médaillé de bronze du championnat du monde de cyclo-cross espoirs